# Madonna col Bambino e un angelo (Botticelli)
La Madonna col Bambino e un angelo è un dipinto a tempera su tavola (110x70 cm) di Sandro Botticelli, databile al 1465-1467 circa e conservato nel Museo Fesch di Ajaccio.

## Storia
Si tratta di una delle prime opere attribuite all'artista, in cui si nota una stretta adesione ai modi di Filippo Lippi, suo maestro.

## Descrizione e stile
Su di un pavimento marmoreo Maria si piega per afferrare il Bambino che le viene porto da un angelo. Sullo sfondo si vede una transenna rosata, mentre in alto corrono alcuni festoni. Il gesto richiama quello della Lippina di Filippo Lippi (1465 circa). 
Si nota ancora una certa inesperienza, ad esempio nell'assenza di un sicuro riferimento prospettico, che rende incerto il posizionamento dei personaggi nella profondità dello spazio. Ben leggibili sono già invece il gusto per le fisionomie eleganti e di una rarefatta bellezza ideale, la predominanza del disegno e della linea di contorno, le forme sciolte, i colori delicatamente intonati, il calore domestico delle figure sacre, la predilezione per le figure umane rispetto agli sfondi e l'ambiente.